# District VI van Boedapest
District VI of Terézváros (Duits: Theresienstadt) is een centraal gelegen binnenstadsdistrict van Boedapest. Het district werd in 1777 vernoemd naar koningin Maria Theresia, die er in 1751 verbleven had. Het gebied van dit district werd bebouwd en bewoond vanaf de vroege 18e eeuw, bij plaatsgebrek in het centrum van Pest. Terézváros behoorde tot de tien districten die in 1873 samen de stad Boedapest vormden. Tegenwoordig staat dit district bekend omwille van zijn nachtleven.

## Bezienswaardigheden
- Andrássy út
- Hongaarse Opera
- Franz Liszt Muziekacademie
- Terror Háza Múzeum

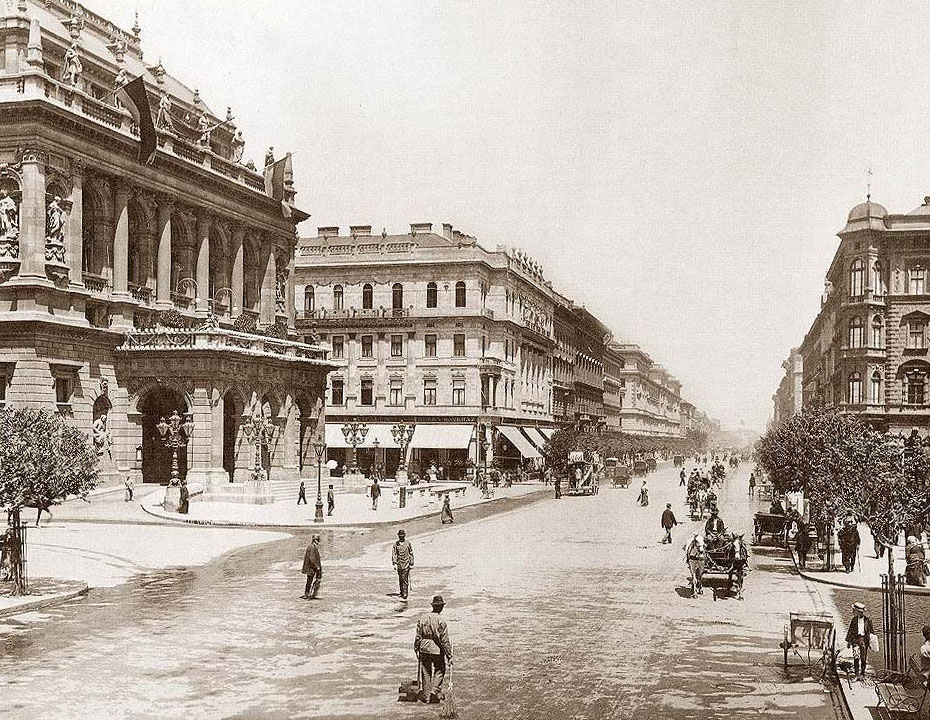
De Andrássy út in 1896
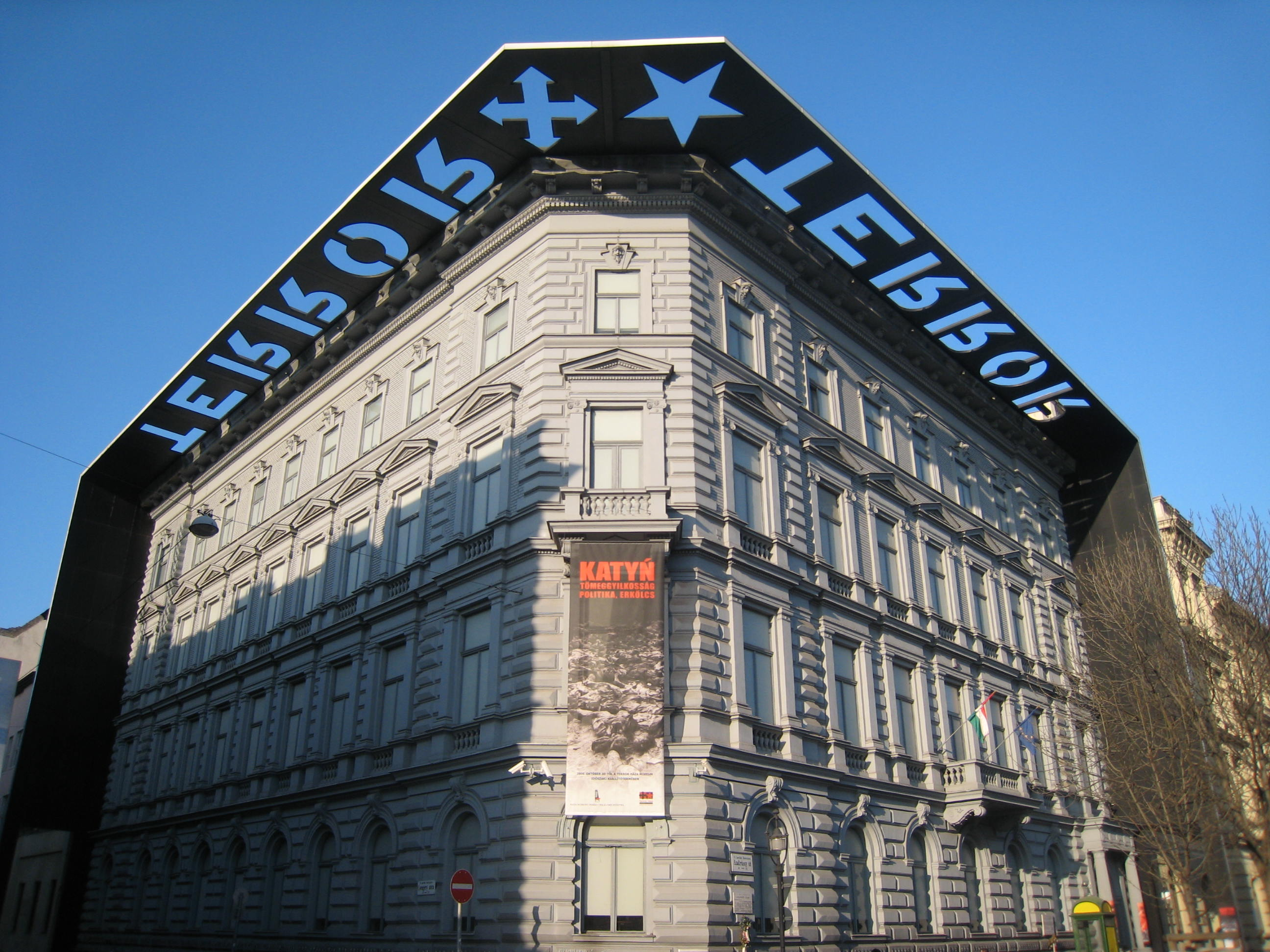
Terror Háza Múzeum
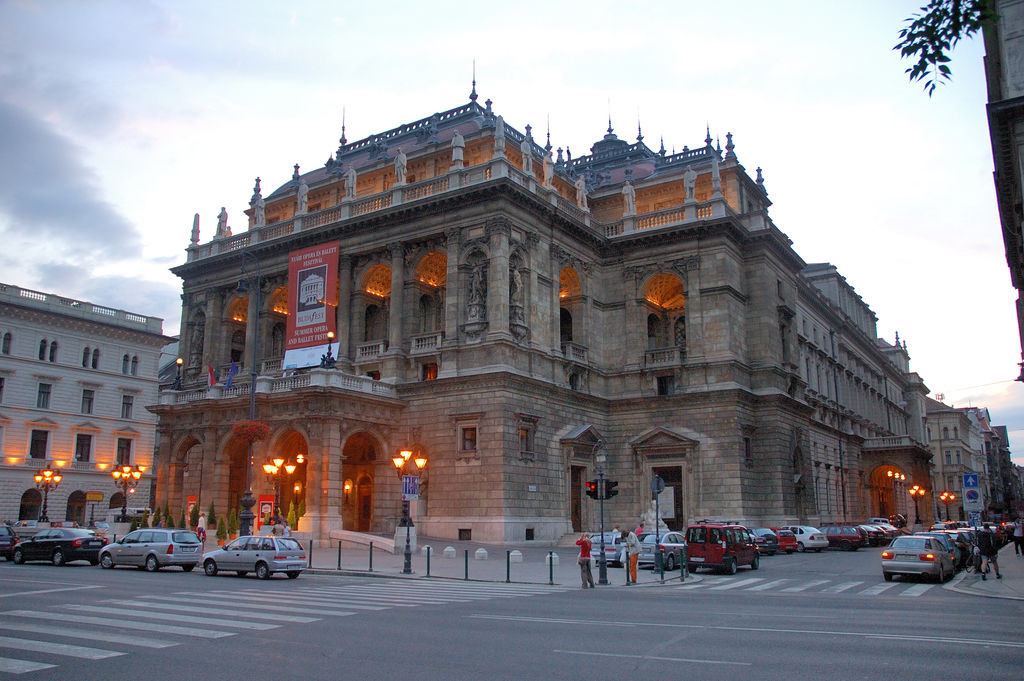
De Hongaarse Opera

I · II · III · IV · V · VI · VII · VIII · IX · X · XI · XII · XIII · XIV · XV · XVI · XVII · XVIII · XIX · XX · XXI · XXII · XXIII